# San Antonio Tercero
San Antonio Tercero är en ort i Mexiko.   Den ligger i kommunen Doctor Mora och delstaten Guanajuato, i den centrala delen av landet, 230 km nordväst om huvudstaden Mexico City. San Antonio Tercero ligger 2 098 meter över havet och antalet invånare är 160.
Terrängen runt San Antonio Tercero är platt åt sydost, men åt nordväst är den kuperad. Terrängen runt San Antonio Tercero sluttar söderut. Runt San Antonio Tercero är det ganska tätbefolkat, med 67 invånare per kvadratkilometer. Närmaste större samhälle är San Luis de la Paz, 19,1 km nordväst om San Antonio Tercero. Trakten runt San Antonio Tercero består till största delen av jordbruksmark.